# Fuerzas Armadas de Liberación Nacional (Puerto Rico)
Las Fuerzas Armadas de Liberación Nacional (FALN) fue una agrupación terrorista que abogaba por la independencia de Puerto Rico activa entre los años 1970-1983. Las FALN se organizaron en Chicago y luego en Nueva York. Se piensa que surge del Movimiento de Liberación Nacional de Chicago (grupo boricua), de actividades comunitarias y legales. Debieron de relacionarse con el otro grupo clandestino boricua, Ejército Popular Boricua (EPB - los "macheteros"), dirigidos por Filiberto Ojeda Ríos. Las FALN perpetraron alrededor de 120 atentados explosivos a objetivos estadounidenses en los años 1974-83. El FBI consideró a la FALN como un grupo terrorista durante sus años de actividad.

## Origen del movimiento
Las tres islas de Puerto Rico son un país no soberano (en la forma actual de estado en libre asociación o commonwealth), bajo la autoridad de los Estados Unidos desde su conquista en la guerra hispano-estadounidense, materializada el 13 de agosto de 1898. Otros territorios tomados por Estados Unidos como botín de guerra desde entonces fueron Cuba, las Filipinas y Guam. Los primeros dos ganaron su independencia en 1902 y 1946 respectivamente. 
Un movimiento independentista siempre existió en Puerto Rico, tanto bajo el dominio español (1508-1898) como bajo el dominio estadounidense hasta hoy. Dos acontecimientos son notables para describir las relaciones hostiles entre el gobierno estadounidense y los independentistas: la masacre de Ponce en 1937, en que manifestantes del Partido Nacionalista de Puerto Rico fueron suprimidos por la fuerza de policías, la revuelta de Jayuya más conocida como la Insurrección Nacionalista del 26 al 30 de octubre de 1950. Militantes independentistas hicieron entonces más radicales en sus métodos. En el 1 de noviembre de 1950 ocurrió un atentado fallido por dos militantes puertorriqueños para asesinar al Presidente Harry S. Truman en que un agente de seguridad y uno de los perpetrantes murieron, y el 1 de marzo un grupo de cuatro puertorriqueños abrieron fuego en el Capitolio de los Estados Unidos contra miembros del Congreso.
Óscar López Rivera y Carlos Alberto Torres fueron los líderes de las FALN y grupos similares.

### La mezcla de nacionalismo y radicalismo de los 60
Filiberto Ojeda Ríos entró en la escena con la ayuda del gobierno de Cuba, donde él había vivido en 1961. Ojeda Ríos pensaba que la causa de Puerto Rico era solo una parte de la cadena en la lucha de Latinoamérica contra el imperialismo estadounidense. Luego se convirtió en uno de los 10 fugitivos más buscados del FBI, siendo el también machetero Víctor Manuel Gerena uno de los más buscados por la agencia federal. Grupos diversos, entre ellos minorías étnicas como los chicanos, afroamericanos y puertorriqueños. Las FALN fueron similares a grupos como los Partido Pantera Negra y boinas cafés (mexicano-americanos). Al comienzo, FALN quiso ganar la independencia del territorio de Puerto Rico, y otros objetivo fue el aumento del bienestar social y comunitario de la comunidad puertorriqueña en Estados Unidos continental. Los grupos comunitarios en Chicago en favor de la comunidad puertorriqueña fueron reprimidos por la policía de Chicago, lo que hizo radicalizarse a grupos de boricuas que decidieron organizar las FALN. Óscar López Rivera, Carlos Alberto Torres, Alejandrina Torres, Haydee Beltrán, el pintor Elizam Escobar, Luis Rosa, y otros fueron miembros activos de las FALN. La mayoría cumplió 18 años o más de cárcel. Óscar López Rivera, Carlos Alberto Torres cumplieron más de 30 años de prisión.
Los métodos de FALN fueron casi enteramente campañas de atentados de bomba y robos armados, anunciando su responsabilidad en los mismos a través de notas de prensa. En la primera de aquellas notas, declararon que atacaron objetivos en Nueva York para debilitar el "monopolio yanqui imperialista", y exigieron el descargo de cinco personas capturados en los Estados Unidos: Óscar Collazo (el agresor sobreviviente de Harry S. Truman), y los cuatro que asaltaron el capitolio Lolita Lebrón, Rafael Cancel Miranda, Andrés Figueroa e Irving Flores. En la declaración hubo la advertencia que FALN estaba abriendo dos frentes de guerra, uno en Puerto Rico y otro en Estados Unidos continental.

## Política en respecto de Latinoamérica
FALN no recibió el apoyo de ningún país, y aceptó declaraciones de acuerdo con la causa independentista de Puerto Rico. En el caso de los gobiernos de México y Venezuela para la década de 1970, FALN negó expresiones de apoyo, y además condenó el reconocimiento del gobierno venezolano al régimen de José Napoleón Duarte de El Salvador, declarando que un "guardia y matón de planes yanquis imperialistas expandir ellos cuelga sobre el Caribe y Centroamérica.

## El conflicto con el gobierno federal
La organización catalogó al Negociado Federal de Investigaciones (FBI), Agencia Central de Inteligencia (CIA), y el aquel entonces Servicio de Inmigración y Naturalización (INS), como sus enemigos. FALN reclamó que el INS atentó echarle la culpa a la población chicana en los Estados Unidos por las problemas económicas del país. FALN fue un partidario de la vuelta de la Zona del Canal de Panamá al gobierno panameño.

### Sucesión en otras formas
En 1976 Ojeda Ríos, un fugitivo federal hace muchos años, fundó EPB-los macheteros,  quienes luchaban desde la isla de Puerto Rico, mientras Óscar López y su grupo de las FALN luchaban en los Estados Unidos como parte de la diáspora boricua que hoy sobrepasa el 55 % de los puertorriqueños fuera de su isla. Para la década de 1990 y 2000 los exmiembros de estos dos grupos clandestinos han aceptado la desobediencia civil como arma de lucha por la independencia de Puerto Rico.